# Oasi faunistica di Monte Leoni
L'Oasi faunistica di Monte Leoni est une zone de protection de la faune située sur les communes de Roccastrada et de Campagnatico, dans  la province de Grosseto en Toscane. C'est un site d'importance communautaire presque entièrement boisée comprenant le Mont Leoni (it) (616 m) qui donne son nom,.